# Numero Uno (programma televisivo)
Numero Uno è stato un programma televisivo in onda in prima serata su Rai 1 e condotto da Pippo Baudo. È andato in onda in tre edizioni: la prima nella stagione 1994-95, la seconda nella stagione 1995-96, preso gli studi televisivi Dear, e la terza nel 2002.

## Il programma
Nella prima edizione, Baudo era affiancato dall'attrice e ballerina italo-francese Corinne Bonuglia, che animava anche le coreografie del corpo di ballo, nella seconda dalla ex-ginnasta olimpionica Maria Cocuzza, mentre nella terza edizione, della durata di tre puntate e con il nuovo titolo Speciale  Numero Uno, da Paola Barale.
In ogni puntata si sfidavano concorrenti appartenenti a una precisa categoria professionale, che affrontavano prove di abilità volte a stabilire le loro capacità e bravura.

## Ascolti TV

### Edizione 1994-95
| Puntata          | Telespettatori | Share  |
| ---------------- | -------------- | ------ |
| 25 ottobre 1994  | 8.481.000      |        |
| 8 novembre 1994  | 7.269.000      |        |
| 15 novembre 1994 | 5.649.000      |        |
| 22 novembre 1994 | 6.302.000      |        |
| 29 novembre 1994 | 5.949.000      |        |
| 8 dicembre 1994  | 5.208.000      |        |
| 13 dicembre 1994 | 6.231.000      |        |
| 20 dicembre 1994 | 5.968.000      |        |
| 27 dicembre 1994 | 8.010.000      |        |
| 3 gennaio 1995   | 6.153.000      |        |
| 10 gennaio 1995  | 7.560.000      | 29,47% |
| 17 gennaio 1995  | 7.371.000      | 26,75% |
| 24 gennaio 1995  | 6.820.000      | 25,58% |
| 7 febbraio 1995  | 7.628.000      | 29,16% |
| 7 marzo 1995     | 7.424.000      | 29,29% |
| 14 marzo 1995    | 7.240.000      | 29,20% |
| 21 marzo 1995    | 8.014.000      |        |
| 2 maggio 1995    | 7.475.000      |        |
| 16 maggio 1995   | 6.339.000      |        |
| 23 maggio 1995   | 6.288.000      |        |
| 30 maggio 1995   | 6.359.000      | 29,47% |

### Edizione 1995-96
| Puntata          | Telespettatori | Share  |
| ---------------- | -------------- | ------ |
| 10 ottobre 1995  | 7.036.000      | 30,60% |
| 17 ottobre 1995  | 7.335.000      | 29,37% |
| 24 ottobre 1995  | 6.903.000      | 29,53% |
| 31 ottobre 1995  | 8.651.000      |        |
| 14 novembre 1995 | 6.214.000      |        |
| 21 novembre 1995 | 6.491.000      |        |
| 28 novembre 1995 | 6.390.000      | 24,36% |
| 5 dicembre 1995  | 6.492.000      |        |
| 12 dicembre 1995 | 6.621.000      | 25,17% |
| 19 dicembre 1995 | 7.703.000      | 30,57% |
| 26 dicembre 1995 | 7.198.000      | 33,54% |
| 2 gennaio 1996   | 7.694.000      |        |
| 23 gennaio 1996  | 4.578.000      | 17,39% |
| 6 febbraio 1996  | 5.369.000      | 20,52% |
| 23 aprile 1996   | 5.395.000      | 21,17% |
| 29 maggio 1996   | 6.597.000      | 28,58% |